# Aristolochia albida
Aristolochia albida är en piprankeväxtart som beskrevs av Pierre Étienne Simon Duchartre. Aristolochia albida ingår i släktet piprankor, och familjen piprankeväxter. Inga underarter finns listade i Catalogue of Life.